# Puchar Ameryki Północnej w narciarstwie dowolnym 2023/2024
Puchar Ameryki Północnej w narciarstwie dowolnym 2023/2024 rozpoczął się 9 grudnia 2023 r. w kanadyjskiej Nakisce, natomiast ostatnie zawody sezonu odbyły się 31 marca 2024 r. w kanadyjskim Stoneham.

## Konkurencje
- AE = skoki akrobatyczne
- MO = jazda po muldach
- DM = jazda po muldach podwójnych
- SX = skicross
- SS = slopestyle
- HP = halfpipe
- BA = big air

Na liście klasyfikacji widnieje również oznaczenie MODM, które nie odzwierciedla bezpośrednio żadnej konkurencji. Jest to zsumowana klasyfikacja jazdy po muldach i jazdy po muldach podwójnych.

## Kalendarz i wyniki Pucharu Ameryki Północnej

### Mężczyźni
| Lp. | Data             | Miejscowość                       | Konkurencja | 1. miejsce         | 2. miejsce       | 3. miejsce          |
| --- | ---------------- | --------------------------------- | ----------- | ------------------ | ---------------- | ------------------- |
| 1.  | 9 grudnia 2023   | Nakiska                           | SX          | Jack Mitchell      | Garrett Musgrave | Andrew Wilson       |
| 2.  | 10 grudnia 2023  | Nakiska                           | SX          | Nicholas Katrusiak | Jack Mitchell    | Zachary Reynolds    |
| 3.  | 23 stycznia 2024 | Copper Mountain                   | HP          | Ben Harrington     | Cael McCarthy    | Eugene Morris       |
| 4.  | 24 stycznia 2024 | Copper Mountain                   | SS          | Walker Woodring    | Hugh MacMenamin  | Tate Garrod         |
| 5.  | 7 lutego 2024    | Deer Valley Resort                | MO          | Quinn Dawson       | Samuel Goodison  | Charlie Mickel      |
| 6.  | 8 lutego 2024    | Deer Valley Resort                | DM          | Cole Carey         | Charles Beaulieu | George Murphy       |
| 7.  | 9 lutego 2024    | Mammoth Mountain                  | HP          | Cael McCarthy      | Steven Kahnert   | Eugene Morris       |
| 8.  | 10 lutego 2024   | Mammoth Mountain                  | SS          | Jérémy Gagné       | Bruce Oldham     | Walker Woodring     |
|     | 11 lutego 2024   | Mammoth Mountain                  | BA          | Odwołano           | Odwołano         | Odwołano            |
| 9.  | 17 lutego 2024   | Apex Mountain                     | MO          | Charles Beaulieu   | Asher Michel     | Sam Cordell         |
| 10. | 18 lutego 2024   | Apex Mountain                     | DM          | Samuel Goodison    | George Murphy    | Charlie Mickel      |
| 11. | 21 lutego 2024   | Gore Mountain Ski Area            | SX          | Nicholas Katrusiak | Jack Mitchell    | Andrew Wilson       |
| 12. | 22 lutego 2024   | Gore Mountain Ski Area            | SX          | Nicholas Katrusiak | Garrett Musgrave | Zachary Reynolds    |
| 13. | 21 lutego 2024   | WinSport Calgary                  | HP          | Nick Geiser        | Ethan Fernandes  | Eugene Morris       |
| 14. | 22 lutego 2024   | WinSport Calgary                  | HP          | Ethan Fernandes    | Nick Geiser      | Cael McCarthy       |
|     | 24 lutego 2024   | WinSport Calgary                  | SS          | Odwołano           | Odwołano         | Odwołano            |
|     | 25 lutego 2024   | WinSport Calgary                  | BA          | Odwołano           | Odwołano         | Odwołano            |
| 15. | 22 lutego 2024   | Lac-Beauport                      | AE          | Émile Nadeau       | Noé Roth         | Lewis Irving        |
| 16. | 23 lutego 2024   | Lac-Beauport                      | AE          | Noé Roth           | Lewis Irving     | Pierre-Olivier Côté |
| 17. | 24 lutego 2024   | Val Saint-Côme                    | MO          | Charlie Mickel     | Charles Beaulieu | Ryan Portello       |
| 18. | 25 lutego 2024   | Val Saint-Côme                    | DM          | Charlie Mickel     | Charles Beaulieu | Samuel Goodison     |
| 19. | 27 lutego 2024   | Sunday River Resort               | SX          | Nicholas Katrusiak | Zachary Reynolds | Konnor Kimball      |
|     | 28 lutego 2024   | Sunday River Resort               | SX          | Odwołano           | Odwołano         | Odwołano            |
| 20. | 1 marca 2024     | Stratton Mountain Resort          | MO          | Charlie Mickel     | Samuel Goodison  | Charles Beaulieu    |
| 21. | 2 marca 2024     | Stratton Mountain Resort          | DM          | Asher Michel       | Joey Dubuc       | Ryan Portello       |
| 22. | 1 marca 2024     | Lake Placid                       | AE          | Alexandre Duchaine | Émile Nadeau     | Connor Curran       |
| 23. | 2 marca 2024     | Lake Placid                       | AE          | Émile Nadeau       | Gabriel Dion     | Victor Primeau      |
|     | 7 marca 2024     | Horseshoe Resort                  | SS          | Odwołano           | Odwołano         | Odwołano            |
|     | 8 marca 2024     | Horseshoe Resort                  | BA          | Odwołano           | Odwołano         | Odwołano            |
| 24. | 16 marca 2024    | Steamboat Ski Resort/Mount Werner | SX          | Andrew Wilson      | Kaleb Barnum     | Zachary Reynolds    |
| 25. | 17 marca 2024    | Steamboat Ski Resort/Mount Werner | SX          | Nicholas Katrusiak | Zachary Reynolds | Garrett Musgrave    |
| 26. | 19 marca 2024    | Aspen/Snowmass                    | SS          | Aidan Mulvihill    | Walker Woodring  | Tate Garrod         |
| 27. | 20 marca 2024    | Aspen/Snowmass                    | HP          | Cael McCarthy      | Ben Harrington   | Bennett Balogh      |
| 28. | 30 marca 2024    | Nakiska                           | SX          | Reece Howden       | Carson Cook      | Jared Schmidt       |
| 29. | 31 marca 2024    | Nakiska                           | SX          | Garrett Musgrave   | Zachary Reynolds | Jack Mitchell       |
| 30. | 30 marca 2024    | Stoneham                          | SS          | Aidan Mulvihill    | Rodney Koford    | Jérémy Gagné        |
| 31. | 31 marca 2024    | Stoneham                          | BA          | Bruce Oldham       | Jérémy Gagné     | Aidan Mulvihill     |

### Klasyfikacje
| Lp. | Zawodnik           | Punkty |
| --- | ------------------ | ------ |
| 1.  | Nicholas Katrusiak | 550    |
| 2.  | Zachary Reynolds   | 420    |
| 3.  | Garrett Musgrave   | 415    |
| 4.  | Jack Mitchell      | 397    |
| 5.  | Andrew Wilson      | 360    |
| 6.  | Kaleb Barnum       | 305    |
| 7.  | Charlie Lang       | 261    |
| 8.  | Konnor Kimball     | 232    |
| 9.  | Sullivan Butler    | 135    |
| 10. | Austin Boehm       | 135    |

| Lp. | Zawodnik        | Punkty |
| --- | --------------- | ------ |
| 1.  | Aidan Mulvihill | 260    |
| 2.  | Jérémy Gagné    | 240    |
| 2.  | Walker Woodring | 240    |
| 4.  | Bruce Oldham    | 225    |
| 5.  | Tate Garrod     | 165    |
| 6.  | James Kanzler   | 150    |
| 7.  | Rodney Koford   | 149    |
| 8.  | Colby Johnson   | 109    |
| 9.  | Anders Chapman  | 90     |
| 10. | Hugh MacMenamin | 80     |

| Lp. | Zawodnik        | Punkty |
| --- | --------------- | ------ |
| 1.  | Cael McCarthy   | 280    |
| 2.  | Nick Geiser     | 230    |
| 3.  | Ethan Fernandes | 180    |
| 3.  | Ben Harrington  | 180    |
| 5.  | Eugene Morris   | 180    |
| 6.  | Steven Kahnert  | 154    |
| 7.  | Evan Wischmeyer | 135    |
| 8.  | Benjamin Lynch  | 125    |
| 9.  | Bennett Balogh  | 116    |
| 10. | Quincy Barr     | 108    |

| Lp. | Zawodnik            | Punkty |
| --- | ------------------- | ------ |
| 1.  | Émile Nadeau        | 325    |
| 2.  | Alexandre Duchaine  | 216    |
| 3.  | Lewis Irving        | 205    |
| 4.  | Pierre-Olivier Côté | 190    |
| 5.  | Victor Primeau      | 186    |
| 6.  | Noé Roth            | 180    |
| 7.  | Gabriel Dion        | 157    |
| 8.  | Miha Fontaine       | 124    |
| 9.  | Connor Curran       | 120    |
| 10. | Elliot Beauregard   | 119    |

| Lp. | Zawodnik         | Punkty |
| --- | ---------------- | ------ |
| 1.  | Charlie Mickel   | 470    |
| 2.  | Charles Beaulieu | 450    |
| 3.  | Samuel Goodison  | 400    |
| 4.  | Asher Michel     | 365    |
| 5.  | Joey Dubuc       | 235    |
| 6.  | Quinn Dawson     | 228    |
| 7.  | Cole Carey       | 221    |
| 8.  | Ryan Portello    | 198    |
| 9.  | Sam Cordell      | 193    |
| 10. | Porter Huff      | 189    |

| Lp. | Zawodnik         | Punkty |
| --- | ---------------- | ------ |
| 1.  | Charlie Mickel   | 260    |
| 2.  | Charles Beaulieu | 240    |
| 3.  | Samuel Goodison  | 200    |
| 4.  | Asher Michel     | 170    |
| 5.  | Quinn Dawson     | 160    |
| 6.  | Sam Cordell      | 141    |
| 7.  | Joey Dubuc       | 135    |
| 8.  | Ryan Portello    | 112    |
| 9.  | Porter Huff      | 109    |
| 10. | Oliver Logan     | 92     |

| Lp. | Zawodnik         | Punkty |
| --- | ---------------- | ------ |
| 1.  | Charlie Mickel   | 210    |
| 2.  | Charles Beaulieu | 210    |
| 3.  | Samuel Goodison  | 200    |
| 4.  | Asher Michel     | 195    |
| 5.  | Cole Carey       | 162    |
| 6.  | George Murphy    | 154    |
| 7.  | Edward Hill      | 119    |
| 8.  | Nash Lucas       | 105    |
| 9.  | Louis Paradis    | 103    |
| 10. | Joey Dubuc       | 100    |

### Kobiety
| Lp. | Data             | Miejscowość                       | Konkurencja | 1. miejsce       | 2. miejsce        | 3. miejsce            |
| --- | ---------------- | --------------------------------- | ----------- | ---------------- | ----------------- | --------------------- |
| 1.  | 9 grudnia 2023   | Nakiska                           | SX          | Emeline Bennett  | Morgan Shute      | Maggie Swain          |
| 2.  | 10 grudnia 2023  | Nakiska                           | SX          | Morgan Shute     | Maggie Swain      | Lucy Schmidt          |
| 3.  | 23 stycznia 2024 | Copper Mountain                   | HP          | Sabrina Cakmakli | Abby Winterberger | Piper Arnold          |
| 4.  | 24 stycznia 2024 | Copper Mountain                   | SS          | Skye Clarke      | Elaina Krusiewski | Marley Leavitt        |
| 5.  | 7 lutego 2024    | Deer Valley Resort                | MO          | Kasey Hogg       | Jessica Linton    | Maya Mikkelsen        |
| 6.  | 8 lutego 2024    | Deer Valley Resort                | DM          | Kasey Hogg       | Jessica Linton    | Maya Mikkelsen        |
| 7.  | 9 lutego 2024    | Mammoth Mountain                  | HP          | Kathryn Gray     | Emma Morozumi     | Nanaho Kiriyama       |
| 8.  | 10 lutego 2024   | Mammoth Mountain                  | SS          | Kathryn Gray     | Eleanor Andrews   | Elaina Krusiewski     |
|     | 11 lutego 2024   | Mammoth Mountain                  | BA          | Odwołano         | Odwołano          | Odwołano              |
| 9.  | 17 lutego 2024   | Apex Mountain                     | MO          | Kasey Hogg       | Jessica Linton    | Ashley Koehler        |
| 10. | 18 lutego 2024   | Apex Mountain                     | DM          | Kylie Kariotis   | Zoe Dwinell       | Kasey Hogg            |
| 11. | 21 lutego 2024   | Gore Mountain Ski Area            | SX          | Morgan Shute     | Emeline Bennett   | Maren Vincett         |
| 12. | 22 lutego 2024   | Gore Mountain Ski Area            | SX          | Emeline Bennett  | Morgan Shute      | Elizabeth Filiatrault |
| 13. | 21 lutego 2024   | WinSport Calgary                  | HP          | Emma Morozumi    | Kathryn Gray      | Piper Arnold          |
| 14. | 22 lutego 2024   | WinSport Calgary                  | HP          | Kathryn Gray     | Emma Morozumi     | Piper Arnold          |
|     | 24 lutego 2024   | WinSport Calgary                  | SS          | Odwołano         | Odwołano          | Odwołano              |
|     | 25 lutego 2024   | WinSport Calgary                  | BA          | Odwołano         | Odwołano          | Odwołano              |
| 15. | 22 lutego 2024   | Lac-Beauport                      | AE          | Emma Weiß        | Marion Thénault   | Alexandra Bär         |
| 16. | 23 lutego 2024   | Lac-Beauport                      | AE          | Emma Weiß        | Alexandra Bär     | Charlie Fontaine      |
| 17. | 24 lutego 2024   | Val Saint-Côme                    | MO          | Jessica Linton   | Maya Mikkelsen    | LuLu Shaffer          |
| 18. | 25 lutego 2024   | Val Saint-Côme                    | DM          | Kasey Hogg       | Jessica Linton    | LuLu Shaffer          |
| 19. | 27 lutego 2024   | Sunday River Resort               | SX          | Morgan Shute     | Emeline Bennett   | Maren Vincett         |
|     | 28 lutego 2024   | Sunday River Resort               | SX          | Odwołano         | Odwołano          | Odwołano              |
| 20. | 1 marca 2024     | Stratton Mountain Resort          | MO          | Kasey Hogg       | Maya Mikkelsen    | Ashley Koehler        |
| 21. | 2 marca 2024     | Stratton Mountain Resort          | DM          | Ashley Koehler   | Kylie Kariotis    | Sina Clegg            |
| 22. | 1 marca 2024     | Lake Placid                       | AE          | Marion Thénault  | Megan Smallhouse  | Tasia Tanner          |
| 23. | 2 marca 2024     | Lake Placid                       | AE          | Megan Smallhouse | Karenna Elliott   | Tasia Tanner          |
|     | 7 marca 2024     | Horseshoe Resort                  | SS          | Odwołano         | Odwołano          | Odwołano              |
|     | 8 marca 2024     | Horseshoe Resort                  | BA          | Odwołano         | Odwołano          | Odwołano              |
| 24. | 16 marca 2024    | Steamboat Ski Resort/Mount Werner | SX          | Morgan Shute     | Emeline Bennett   | Maggie Swain          |
| 25. | 17 marca 2024    | Steamboat Ski Resort/Mount Werner | SX          | Morgan Shute     | Emeline Bennett   | Kael Oberlander       |
| 26. | 19 marca 2024    | Aspen/Snowmass                    | SS          | Skye Clarke      | Kathryn Gray      | Eleanor Andrews       |
| 27. | 20 marca 2024    | Aspen/Snowmass                    | HP          | Piper Arnold     | Marley Leavitt    | Finley Good           |
| 28. | 30 marca 2024    | Nakiska                           | SX          | India Sherret    | Tiana Gairns      | Emeline Bennett       |
| 29. | 31 marca 2024    | Nakiska                           | SX          | Morgan Shute     | Tiana Gairns      | Emeline Bennett       |
| 30. | 30 marca 2024    | Stoneham                          | SS          | Skye Clarke      | Elaina Krusiewski | Sylvia Trotter        |
| 31. | 31 marca 2024    | Stoneham                          | BA          | Skye Clarke      | Naomi Urness      | Evelyn Mullie         |

### Klasyfikacje
| Lp. | Zawodniczka           | Punkty |
| --- | --------------------- | ------ |
| 1.  | Morgan Shute          | 600    |
| 2.  | Emeline Bennett       | 520    |
| 3.  | Maggie Swain          | 340    |
| 4.  | Maren Vincett         | 315    |
| 5.  | Elizabeth Filiatrault | 270    |
| 6.  | Anne-Marie Joncas     | 238    |
| 7.  | Molly Hagan           | 197    |
| 8.  | Kael Oberlander       | 187    |
| 9.  | Tiana Gairns          | 160    |
| 10. | Deia Steinmetz        | 148    |

| Lp. | Zawodniczka       | Punkty |
| --- | ----------------- | ------ |
| 1.  | Skye Clarke       | 300    |
| 2.  | Elaina Krusiewski | 220    |
| 3.  | Kathryn Gray      | 180    |
| 4.  | Evelyn Mullie     | 160    |
| 5.  | Eleanor Andrews   | 140    |
| 6.  | Naomi Urness      | 130    |
| 7.  | Marley Leavitt    | 128    |
| 8.  | Zoe Greze-Kozuki  | 126    |
| 9.  | Finley Good       | 126    |
| 10. | Sylvia Trotter    | 110    |

| Lp. | Zawodniczka       | Punkty |
| --- | ----------------- | ------ |
| 1.  | Kathryn Gray      | 280    |
| 2.  | Emma Morozumi     | 260    |
| 3.  | Piper Arnold      | 220    |
| 4.  | Marley Leavitt    | 175    |
| 5.  | Abby Winterberger | 154    |
| 6.  | Kaitlyn Reital    | 140    |
| 7.  | Keva Kelly        | 130    |
| 8.  | Finley Good       | 125    |
| 9.  | Hanna Lamm        | 113    |
| 10. | Sabrina Cakmakli  | 108    |

| Lp. | Zawodniczka        | Punkty |
| --- | ------------------ | ------ |
| 1.  | Tasia Tanner       | 202    |
| 2.  | Emma Weiß          | 200    |
| 3.  | Megan Smallhouse   | 180    |
| 3.  | Marion Thénault    | 180    |
| 5.  | Alexandra Montminy | 168    |
| 6.  | Kyra Dossa         | 166    |
| 7.  | Charlie Fontaine   | 160    |
| 8.  | Alexandra Bär      | 140    |
| 9.  | Rosalie Gagnon     | 135    |
| 10. | Alycia Hudon       | 109    |

| Lp. | Zawodniczka       | Punkty |
| --- | ----------------- | ------ |
| 1.  | Kasey Hogg        | 560    |
| 2.  | Jessica Linton    | 470    |
| 3.  | Kylie Kariotis    | 370    |
| 4.  | Maya Mikkelsen    | 341    |
| 5.  | Ashley Koehler    | 329    |
| 6.  | Reese Chapdelaine | 197    |
| 7.  | Florence Laroche  | 196    |
| 8.  | Anabel Ayad       | 180    |
| 9.  | LuLu Shaffer      | 177    |
| 10. | Olivia Maurais    | 177    |

| Lp. | Zawodniczka       | Punkty |
| --- | ----------------- | ------ |
| 1.  | Kasey Hogg        | 300    |
| 2.  | Jessica Linton    | 260    |
| 3.  | Maya Mikkelsen    | 220    |
| 4.  | Ashley Koehler    | 165    |
| 5.  | Kylie Kariotis    | 140    |
| 6.  | Reese Chapdelaine | 121    |
| 7.  | Olivia Maurais    | 92     |
| 8.  | LuLu Shaffer      | 89     |
| 9.  | Florence Laroche  | 88     |
| 10. | Abby McLarnon     | 86     |

| Lp. | Zawodniczka      | Punkty |
| --- | ---------------- | ------ |
| 1.  | Kasey Hogg       | 260    |
| 2.  | Kylie Kariotis   | 230    |
| 3.  | Jessica Linton   | 210    |
| 4.  | Ashley Koehler   | 164    |
| 5.  | Sina Clegg       | 127    |
| 6.  | Maya Mikkelsen   | 121    |
| 7.  | Florence Laroche | 108    |
| 8.  | Zoe Dwinell      | 107    |
| 9.  | Anabel Ayad      | 96     |
| 10. | Skylar Slettene  | 89     |

### Puchar Narodów
| Lp. | Państwo           | Punkty |
| --- | ----------------- | ------ |
| 1.  | Kanada            | 18509  |
| 2.  | Stany Zjednoczone | 15842  |
| 3.  | Australia         | 1434   |
| 4.  | Nowa Zelandia     | 587    |
| 5.  | Japonia           | 507    |
| 6.  | Szwajcaria        | 490    |
| 7.  | Niemcy            | 300    |
| 8.  | Włochy            | 100    |
| 9.  | Kazachstan        | 91     |
| 10. | Korea Południowa  | 73     |